# بلایبورگ
بلایبورگ (به آلمانی: Bleiburg) یک شهر در اتریش است که در ناحیه ولکرمارکت واقع شده‌است. بلایبورگ ۳٬۹۳۲ نفر جمعیت دارد.